# Zena, Oklahoma
Zena är en ort i Delaware County, Oklahoma, USA.